# Guerres romano-amazigues
Les guerres romano-amazigues van ser una sèrie de guerres lliurades entre l'Imperi Romà d'Orient i els diversos regnes amazics que es van formar després del col·lapse de l'Àfrica romana després de la caiguda de l'Imperi Romà d'Occident i la invasió vàndala. La guerra també va incloure usurpacions militars com la d'Estotzes i la de Guntaric. La guerra va acabar amb la derrota dels rebels amazics a la batalla dels Camps de Cató. Una victòria que va consolidar el domini imperial a l'Àfrica, però que, alhora, la debilitat de l'exèrcit romà a la zona va impedir que es pogués ampliar aquest domini conquerint els regnes recent formats com ara el d'Altava o el Regne de l'Aurès .

## Antecedents

Reconquestes de Justinià I de territoris de l'Imperi Romà d'Occident (en taronja pàl·lid) a la seva mort cap al 565.

Des de mitjans del segle v, la província del Nord d'Àfrica va ser ocupada pels vàndals. No obstant això, existia una pau, com a mínim des de la caiguda de l'Imperi Romà d'Occident el 476, entre l'Imperi Romà d'Orient i els vàndals. Tanmateix, l'emperador Justinià I tenia la gran ambició de restaurar l'Imperi Romà d'Occident. El nord d'Àfrica va ser el primer objectiu abans d'una invasió d'Itàlia.
L'expedició del general Belisari va derrotar ràpidament i sense gaire resistència els vàndals, que estaven molt debilitats per les guerres amb la població nativa. El 533, la capital, Cartago, va ser capturada, menys d'un any després de l'inici de l'expedició. Justinià volia restaurar l'Àfrica romana a l'estat que havia estat abans de la conquesta vàndala, de manera que les antigues províncies van ser restaurades amb l'única diferència que ara depenien de la prefectura d'Àfrica en lloc de la d'Itàlia. La frontera va tornar a ser fixada sobre el vell limes. És a dir, aquells anteriors a la conquesta i Justinià va anunciar que volia expulsar tots els pobles "bàrbars", és a dir, els diversos regnes i tribus amazics que s'havien format a través de guerres amb els vàndals o després del col·lapse del regne vàndal.
Mauri o moro era el nom que es donava als amazics que habiten el nord d'Àfrica des de l'Atlàntic fins a la serralada sírtica a Tripolitana i que vivien en estructures tribals. Des de la mort del rei Genseric, l'any 477, les tribus amazics havien estat en constant revolta contra els vàndals. El que havien estat comunitats tribals "modestes" van créixer fins a convertir-se en pobles molt més grans i organitzats. Avui dia es barallen diverses hipòtesis per explicar-ho. Principalment es teoritza que podria haver-ho ocasionat un èxode de camperols imperfectament romanitzats que fugien del poder vàndal o a causa de grups nòmades del Sàhara que s'hi haurien unit. El 530, el cap Guenfan i el seu fill Antales van infligir una severa derrota a l'exèrcit del rei vàndal Hilderic a Bizacena, a la batalla de la Gran Dorsal. Les tribus van poder amenaçar directament i permanentment l'interior del territori.
Cada província imperial recentment establerta a l'Àfrica estava amenaçada per diversos pobles amazics, però els principals regnes i entitats polítiques que l'amenaçaven incloïen:
- El Regne de l'Aurès, liderat pel rei Iaudes, que es va independitzar el 484 després de derrotar els vàndals
- El Regne d'Altava, liderat pel rei Massones, també conegut com el regne mauroromà, un regne amazic romanitzat que es va independitzar a la dècada del 470 després de la mort de Genseric i després es va expandir ràpidament per l'oest d'Algèria, conquerint gairebé tota la província de Mauretània Caesariense, excepte la ciutat de Cesarea l'any 533.
- El Regne de Hodna, liderat pel rei Ortees, situat dins i fora de les muntanyes Hodna i governant ciutats importants com Sitifis
- El Regne de Gran Dorsal, liderat pel cací Guarizila, va ser un regne establert per la tribu dels Frexenses
- El regne dels Laguatan establert pel rei Cabaó, amenaçant els romans de Tripolitana.[10]

Durant la Guerra Vandàlica, els amazics van romandre neutrals i després es van sotmetre declarant-se "servents de l'emperador" davant Belisari.  Aquest ritual practicat a l'època vàndala sembla que es remunta potser fins i tot a l'Alt Imperi. És similar al fœdus, és a dir, una aliança entre Roma i un poble bàrbar definit per tractat. A canvi, els amazics rebien regals i insígnies de poder dels romans. Tanmateix, cal tenir en compte que, segons Christian Courtois [fr], que durant aquesta cerimònia, les dues parts es comprometien, i que la neutralitat dels amazics que "esperen, sense prendre partit per l'un o l'altre, el resultat dels combats", els allunya de la condició d'"servents de l'emperador".

## Pacificació d'Àfrica per Salomó i la primera insurrecció amazic (534-536)
El general Salomó, antic lloctinent de Belisari, que era un general enèrgic, competent i valent, va esdevenir el nou governador. Es va enfrontar a una insurrecció nativa i a un motí de l'exèrcit liderat per Estotzes. La situació a l'Àfrica era tan precària que Justinià I li va concedir els poders civils i militars que tradicionalment estaven dividits sota el sistema administratiu romà des de Dioclecià. Va ser tanmateix magister militum i prefecte del pretori.
Salomó no va poder fer complir els decrets d'expulsió de l'emperador. Poc després del seu nomenament, certes tribus amazics, incloses les de Iaudes i Cutzines, es van revoltar i van començar a saquejar el territori, sens dubte animades per la partida de Belisari. Semblava que els romans no tenien la mateixa visió del ritual de submissió que els amazics van concloure amb Belisari. Per a l'historiador romà Procopi, els amazics es van revoltar sense motiu. Procopi tenia els mateixos prejudicis que altres romans del seu temps. Els amazics eren considerats bàrbars com qualsevol altre que no fos grec o romà. No es va entretenir intentant entendre'ls; no tenien cap motiu per revoltar-se, perquè s'havien declarat servents. Per als amazics, aquest ritual representava, tanmateix, el reconeixement del seu dret a residir als territoris que ocupaven, i també la promesa d'aliment. Els amazics, en la seva negociació amb Roma, esmentaran que van ser maltractats pel poder romà malgrat els seus acords passats amb Belisari.
La rebel·lió amazic va començar l'any 534 amb alguns èxits, com ara la derrota i mort de Rufí i Aigan a mans del cabdill Medisinises. L'any següent, però, les coses van canviar i Salomó va obtenir una gran victòria batalla de Burgaó. Tot i la derrota, les forces amazics van romandre relativament intactes.El 536, les campanyes del general van sotmetre parcialment els rebels. Es va pagar pensions als caps amazics, cosa que va fer que ells i els seus pobles no fossin expulsats dels seus territoris.
La infanteria i la cavalleria pesada romanes no eren adequades per a una guerra lliurada contra una tribu seminòmada equipada amb tropes armades molt lleugerament. Els soldats romans anaven equipats amb arcs, cosa que feia que els amazics tinguessin por a la confrontació directa. Les tropes amazics van preferir lluitar una guerra de guerrilles i van poder evitar grans enfrontaments armats evitant patir pèrdues massa grans. Els amazics van lliurar essencialment una guerra d'emboscades. L'enemic era molt mòbil i podia amagar-se i retirar-se a casa seva a les muntanyes i al desert. Només un comandant persistent i hàbil podria neutralitzar permanentment les seves forces.
L'exèrcit romà d'Àfrica, ben equipat i entrenat, era indisciplinat, força petit i mancat de lleialtat. Les seves tropes estaven ansioses de saquejar i els civils es van queixar dels abusos dels soldats. El general Salomó era impopular, ja que es considerava massa sever i, per tant, no tenia el mateix respecte que Belisari a l'Àfrica. El 536, un complot per assassinar-lo a Cartago va fracassar. L'exèrcit es va amotinar, proclamant a Estotzes com al seu nou líder i Salomó va haver de fugir a Sicília. Estotzes va posar setge a Cartago, reforçat amb la deserció de les tropes del dux de Numídia, Marcel, que va ser executat juntament amb el seu oficial Barbat. Aquest setge va obligar a Belisari a desembarcar a Àfrica i derrotar-lo a la batalla del riu Bàgrades. L'emperador aleshores va enviar al general Germà, cosí de Justinià, a restablir l'ordre. Germà va tornar a derrotar a l'exèrcit sublevat a la batalla de les Escales Velles, obligant-lo a refugiar-se a la Mauritània. Salomó no va reprendre les seves funcions fins al 539. Poc després Germà ha de fer front a un nou intent de sublevació militar protagonitzada per un oficial, anomenat Maximí, que va acabar empalat per ordre de Germà.

## L'esclat de la segona insurrecció amazic

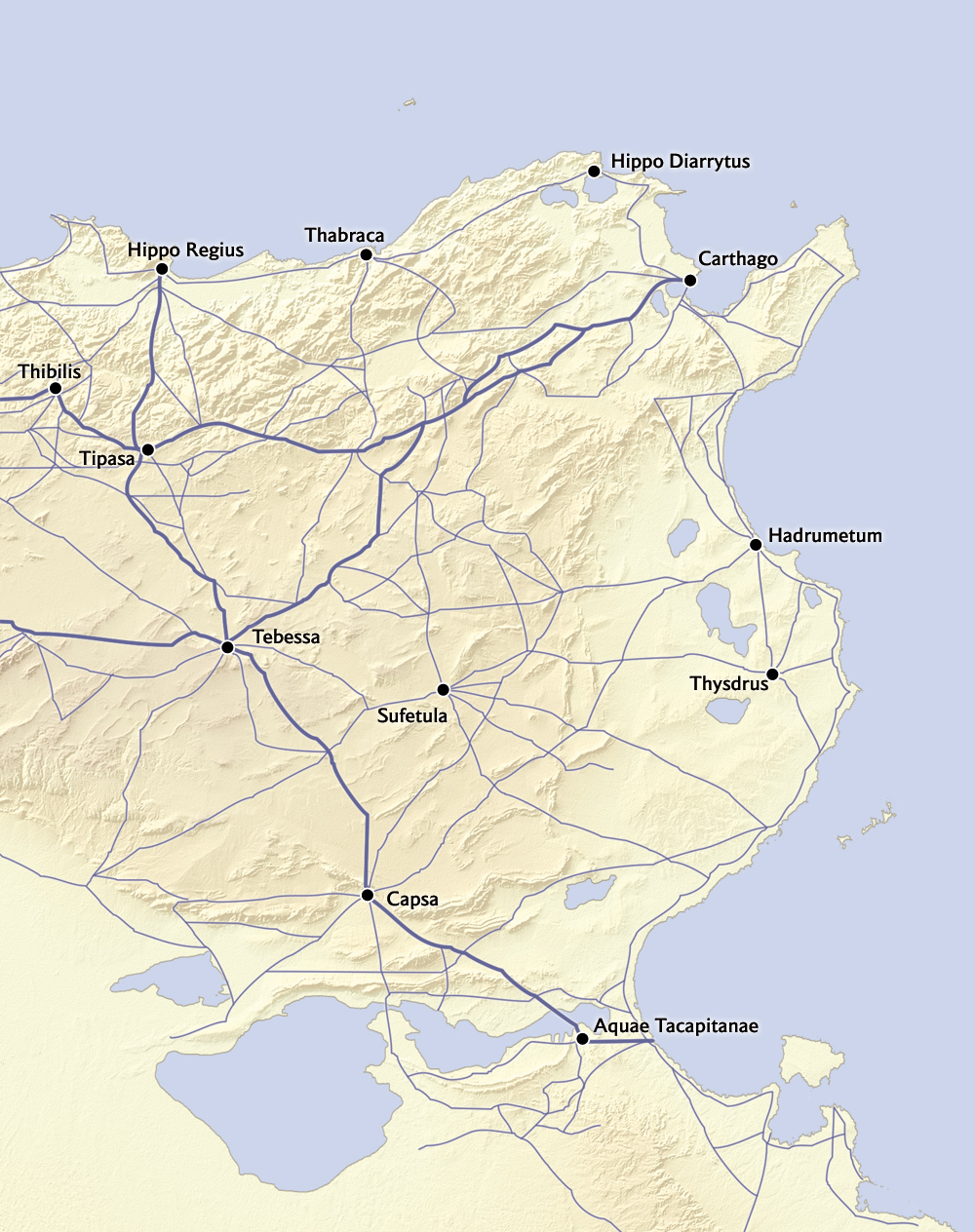
Veiem aquí la carretera Théveste (actual Tebessa, a Algèria)-Cartago. Sufètula (actual Sbeïtla, a Tunísia) es troba al sud-est, a la dorsal tunisiana. La capital de l'Àfrica proconsular (i la prefectura pretoriana d'Àfrica), Cartago, i Bizacena, Hadrumet, són visibles en aquest mapa.

Entre el 539 i el 541, el governador Salomó va construir fortificacions al voltant de les regions ocupades pels amazics. Segons el poeta romà Corip, el territori semblava haver experimentat una veritable pau i prosperitat. Tanmateix, un conflicte diplomàtic a Leptis Magna va desencadenar una segona insurrecció amazic. Sergi, nebot de Salomó i governador de Tripolitana, va rebre una delegació considerable de líders amazics que es queixaven del saqueig de les seves collites per part dels romans.
Durant la reunió un dels líders va subjectar el governador per les espatlles perquè no pogués retirar-se. Sergi aleshores va ordenar l'assassinat dels líders, cosa que va provocar l'aixecament dels laguatan i la invasió de la regió. Potser l'incident no va ser degut només a la incompetència i l'arrogància del governador, sinó a la pressió exercida sobre el governador per les elits romanes locals. Volien mantenir els amazics allunyats de les seves terres i cases. Tanmateix, més o menys al mateix temps, el 543, Salomó va ofendre el cap Antales, retirant-li el subsidi i assassinant el seu germà per haver causar problemes. En lloc d'anar directament amunt per la carretera prop de la costa que puja cap a Bizacena i Cartago, els Laguatan s'uneixen a Antales a les muntanyes de Bizacena, prop de la carretera Tebessa-Cartago. Es considerava una via estratègica, perquè permetia la comunicació entre les fortificacions romanes de les dorsals que protegien les ciutats romanes a les planes properes a les costes.

## Desenvolupament
Salomó va partir a corre-cuita per trobar-se amb els revoltats a Tebessa, a la carretera de Tebessa a Cartago. Després de conduir el seu exèrcit a través dels boscos, es va trobar a Cíl·lium, amb al seu enemic. El general podria haver tingut la intenció d'unir-se al seu aliat Cutzines, que vivia en aquest territori, o a altres aliats nadius. Segons Corip, anava acompanyat per contingents nadius, però no se sap si Cutzines, que havia anunciat la seva ajuda, havia vingut a unir-s'hi. Segons Procopi, Salomó va comptar amb l'ajuda de Sergi i altres importants contingents militars imperials d'Àfrica, però no s'esmenta cap contingent nadiu.
Al principi, l'equilibri de poder entre romans i amazics estava equiparat, segons Procopi, però els amazics, aviat van rebre reforços i eren superiors en nombre, i van derrotar la major part de l'exèrcit romà. Les tropes romanes només havien decidit lluitar de mala gana i algunes s'hi havien negat. Salomó, envoltat d'un petit nombre dels seus guàrdies, va resistir els atacs dels rebels durant un temps. Finalment, incapaç de resistir més temps, va fugir amb els seus guàrdies fins a la vora d'un torrent que fluïa prop del camp de batalla. Allà, el seu cavall va caure en un barranc i el general no va poder seguir retirant-se. Envoltat i aclaparat, Salomó és capturat i massacrat pels amazics amb part dels seus guardaespatlles.
Les tropes romanes són derrotades, en part perquè alguns soldats havien fugit. Això podria ser degut a una traïció. Corip atribueix això al disgust dels soldats per no haver participat en el saqueig de la batalla anterior. També atribueix la responsabilitat al futur líder rebel d'origen germànic, Guntaric, que aleshores era dux de Numídia. Salomó, malgrat les seves habilitats de lideratge, ja havia provocat un motí sota el seu comandament a l'Àfrica, perquè era massa dur. Segons el relat de Procopi, els romans són derrotats regularment, i no s'esmenta la traïció de Guntaric.

## Conseqüències
La derrota a Cíl·lium, el 544, va submergir Àfrica en l'anarquia militar fins a l'arribada de Joan Troglita el 546. Es va formar una gran coalició amazic. Malgrat el seu potencial per expulsar completament els romans d'Àfrica, no va poder tenir èxit a causa de la manca d'unitat i d'una estratègia comuna entre els amazics. Entre els romans, la mort de Salomó va deixar un buit militar i polític que només l'arribada de Joan Troglita ompliria. A curt termini, les tribus es conformaren amb saquejar tant com sigui possible, fins i tot arribant a les muralles de Cartago.

### Una gran coalició amazic a punt d'expulsar els romans d'Àfrica
La mort de Salomó i la seva derrota van tenir repercussions fins a Hispània. Els visigots van aprofitar per assetjar Septimi més enllà de l'estret de Gibraltar. Les tribus que s'havien declarat fidels a Salomó a l'Àfrica, van considerar que quedaven alliberades dels seus compromisos i es van unir als rebels, com Cutzines.
Els rebels van poder pujar per la carretera de Tebessa a Cartago, però van quedar aturats davant de la fortalesa de Laribus.  Breument, aconseguiran prendre la capital de Bizacena, Hadrumet, mitjançant l'engany abans que torni a caure, pel mateix procés, en mans romanes.
Els Laguatan no volen emprendre llargs setges i tornen als seus territoris a la tardor de 544 i el 545. És essencial que pasturin els seus ramats durant l'estació de pluges al seu país, que s'estén des de novembre fins a principis d'estiu. El mateix escenari es repetirà l'any següent. L'objectiu d'aquests caps no és establir-se a la regió, sinó simplement beneficiar-se del saqueig del territori. Sense la seva ajuda, el primer any, Antales enviarà una primera oferta de submissió a Roma, però que roman sense resposta.
L'objectiu dels amazics a l'interior, al contrari, és sobretot situar-se en una millor posició de força contra l'imperi als territoris que ocupen. Antales no pretén destruir el poder romà ni les ciutats romanes, tal com ho demostra la seva actitud envers la civilització romana. Així perdona Hadrumet i els seus habitants després d'haver-la conquerit. Ha estat en contacte durant molt de temps, com els altres amazics de l'interior, amb la cultura romana. A més de voler defensar la integritat del seu territori dins d'Àfrica, volen el retorn de les cerimònies tradicionals d'investidura que Roma atorga als pobles bàrbars que accepten la submissió i l'aliança romana, aquelles que Belisari havia conclòs amb ells. Antales, però, tindrà més ambició quan la balança de poder estigui al seu favor, volent crear un estat romano-amazic com el seu veí exigint al governador convertir-se en rei de Bizacena.
A banda de la divergència de visió estratègica entre els aliats de la coalició, també hi ha la manca d'unitat entre els líders i els pobles. Els historiadors del passat han vist una manca d'"esperit nacional amazic". Les rivalitats també separen els caps amazics Antales i Cutzines, tots dos de Bizacena, per exemple, estaven enfrontats. Això és el que impulsarà Cutzines, entre altres, a unir-se a Troglita més endavant.

### El buit polític i militar que va deixar la mort de Salomó
La mort de Salomó va obligar a Justinià I a anomenar Sergi governador civil i militar de tota Àfrica. La mesura era per honorar Salomó, però Sergi era odiat pels nadius, a causa de la massacre de Leptis Magna, i per les tropes i la població, que el veien com un arrogant incompetent. Una traïció dels oficials romans va lliurar la capital de Bizacena, Hadrumetum, als amazics. Tot i que va ser recuperada ràpidament pels romans gràcies a un engany dels habitants locals. Els líders amazics ara es trobaven sota les muralles de Cartago i podien saquejar Àfrica al seu gust.
Per posar remei a la situació, Areobind és enviat a compartir poders amb Sergi, però els dos homes no cooperen. Joan, el millor oficial de l'exèrcit, no va cooperar amb Sergi i l'exèrcit va romandre impassible. Joan va planejar un contraatac però va ser derrotat i mort a la batalla de Tàcia, abandonat per Sergi. En aquesta batalla Joan aconsegueix però matar a Estotzes, succeït breument per Joan. Aquesta derrota va convèncer Justinià de revocar Sergi com a governador. Establint el poder a Àfrica repartit entre Areobind, poder militar, i Atanasi enviat com a prefecte del pretori. Mentrestant, el dux de Numídia, Guntaric, va planejar, amb èxit, un cop per tal d'usurpar el poder enderrocant i matant Areobind a Cartago. L'usurpador va oferir compartir Àfrica amb els seus aliats amazics donant Bizacena a Antales i donant la benvinguda a Cartago a Joan i les restes de l'exèrcit rebel. Al cap de poc d'obtenir el poder, Guntaric, fou assassinat per Artàban, un oficial armeni, que va preferir tornar a Constantinoble abans que assumir el títol de magister militum d'Àfrica que Justinià li atorgava. Durant el cop d'Artàban, Joan va ser empresonat i enviat a Constantinoble, on fou crucificat, acabant del tot amb la sublevació militar.
Salomó va deixar, doncs, un buit polític i militar que Sergi no va poder solucionar a causa de la seva incompetència. L'exèrcit romà va romandre desmoralitzat, relativament impassible i va patir la traïció dels seus líders. Corip va lamentar el saqueig que Àfrica va patir en aquella època i va recordar amb nostàlgia l'època de Salomó. Només l'arribada de Troglita, segons ell, podria posar remei a la situació.

## Restauració del domini imperial a l'Àfrica

### Campanyes de Joan Troglita i el final de la segona insurrecció amazic (546–548)
La segona insurrecció amazic i l'anarquia militar van ser resoltes finalment amb el nomenament de Joan Troglita, un general capaç i experimentat, al càrrec de magister militum d'Àfrica. A la seva arribada a finals del 546, va iniciar una campanya per desallotjar els saquejadors de Bizacena. A principis del 547, va infligir una gran derrota a Antales a les planes que voregen els turons al sud-est d'Hadrumetum, a la batalla de Sufètula. La derrota de Cíl·lium va ser venjada. Els rebels amazic es van retirar a les muntanyes de l'interior i es van recuperar les insignes capturades a Salomó. Després d'aquesta derrota, Antales només va ser un membre menor de la coalició i va ser substituït com a líder de la coalició per Carcasà, un líder de la Tripolitània.
Joan Troglita ja tenia experiència com a governador d'una província oriental i sabia com negociar amb els nadius. Va renovar l'antic foedus utilitzat per Belisari. Només unes poques tribus amazics de l'interior van ser expulsades. Es van reintegrar a la coalició molts líders nadius, entre ells Cutzines. La llarga campanya contra els insurgents es va guanyar amb el suport dels líders amazics.
El conflicte va desencadenar en una guerra oberta, més enllà de les anteriors ràtzies dels amazics de Tripolitània. La lluita va seguir fins i tot durant l'hivern. Troglita també va envair el territori enemic, no només per foragitar-los, com havien fet les anteriors expedicions, sinó també per debilitar-los i reduir a res el gran perill militar que representen per a l'Àfrica. 
Troglita es va distingir per la seva audàcia durant totes les campanyes, penetrant profundament en territoris amazics i no desanimant-se per les derrotes, com la soferta a la batalla de Marta. Després d'aquesta desfeta es va recuperar ràpidament, en bona part gràcies a la bona gestió d'Atanasi, i la seva capacitat d'atraure als cabdills nadius. Gran part del nou exèrcit que va dirigir contra Carcasà estava format per tropes amazics, Corip les xifra en uns 100.000 homes. Amb aquests reforços va obtenir una victòria decisiva, als camps de Cató (548), contra les tribus rebels. Carcasà va ser abatut pel mateix Troglita. Pel que fa a Antales, es va sotmetre a Joan i no es torna a esmentar com a rebel.

### Àfrica després de Troglita
Àfrica estava ara pacificada i el perill dels Laguatan havia estat sufocat. Les tribus amazics van ser sotmeses. No obstant això, l'exèrcit romà d'Àfrica tenia els mateixos problemes de disciplina i nombre insuficient d'efectius que abans. A més, es va limitar a una funció estrictament defensiva i no va reproduir campanyes com la de Troglita. A més, la província d'Àfrica, que patia una política diplomàtica no sempre coherent, a més de no tenir prou generals i governadors competents, encara patiria la mateixa inestabilitat causada per les revoltes amazics. Així, el governador, posterior a Joan Troglita, assassinarà Cutzines el 563 i reclamarà la seva pensió, provocant que els fills de Cutzines es revoltin. El governador no va respectar les antigues modalitats de l'aliança entre romans i nadius. Àfrica, coberta de fortificacions difícilment romandrà en mans dels romans, afavorits per la desunió entre les tribus amazics, fins a la conquesta musulmana.